# 赤川元吉
赤川 元吉（あかがわ もとよし）は、戦国時代の武将。毛利氏の家臣。父は赤川元忠。別名は元徳（もとのり）。

## 生涯
毛利氏の譜代家臣である赤川元忠の長男として生まれる。
天文20年（1551年）9月4日、平賀隆保が守る頭崎城攻めにおいて武功を挙げ、同年10月2日に毛利元就・隆元父子から感状を与えられた。
天文23年（1554年）5月12日に毛利氏が大内氏から独立すると（防芸引分）、天文24年（1555年）4月11日に大内方の野間隆実が守る安芸矢野城の支城である千手山城の尾頸丸攻めにおいて槍で敵兵1人を討ち取る武功を立て、毛利元就・隆元父子から感状を与えられた。
弘治3年（1557年）1月1日に作成された毛利氏の番帳において、長井元為や児玉元茂と共に8番に編成される。
同年4月に大内氏を滅ぼして防長経略が完了した後、同年12月2日に毛利氏家臣239名が名を連ねて軍勢狼藉や陣払の禁止を誓約した連署起請文において、221番目に「赤川又六」と署名している。
弘治4年（1558年）6月18日、井上元直、河野保親、児玉就久、大多和就重と共に秋穂正八幡宮の神宮寺である延命寺、十玄坊、別当坊、宮司寺、泉光寺、極楽寺の供僧らそれぞれ田1段の年貢米2斗を免除する下札を出した。また、同年6月20日に井上元直、大多和就重と共に延命寺に畠半地を寄進し、同年6月26日には井上元直、河野保親、児玉就久、大多和就重と共に春日神社の社家領を記した下札を出した。
永禄5年（1562年）の門司城の戦いには警固衆（水軍）として従軍したが、同年10月13日に豊前国企救郡内裏における大友軍との合戦において冷泉元豊と共に戦死した。
同年10月27日に毛利隆元は元吉の父である赤川元忠に見舞いの書状を送り、元吉の戦死を伝えると共に銅銭500疋を与えている。
その後、元吉の子である赤川元継が後を継いだ。